# Віласантар
Віласантар (гал. Vilasantar, ісп. Vilasantar) — муніципалітет в Іспанії, у складі автономної спільноти Галісія, у провінції Ла-Корунья. Населення — 1415 осіб (2009).
Муніципалітет розташований на відстані близько 470 км на північний захід від Мадрида, 40 км на південний схід від Ла-Коруньї.
Муніципалітет складається з таких паррокій: Арменталь, Барбейто, Месонсо, Пресарас, Сан-Вісенсо-де-Куртіс, Віларіньйо, Віласантар.

## Географія
Через муніципалітет протікає річка Тамбре.

## Демографія
Динаміка населення (INE ):

## Галерея зображень

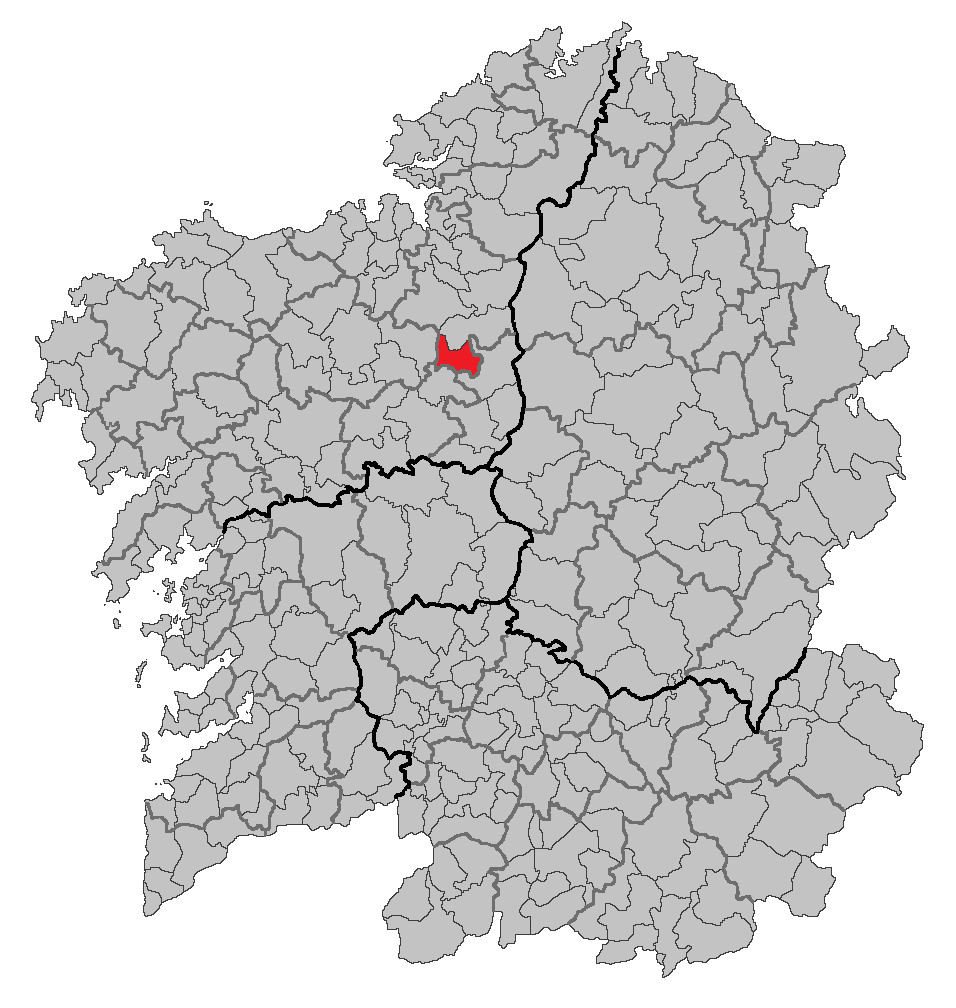
Розташування муніципалітету